# Witold Bylczyński
Witold Bylczyński (ur. 5 kwietnia 1918 w Ejsymontach, zm. 22 sierpnia 1983 w Winnipeg) – żołnierz Polskich Sił Zbrojnych.

## Życiorys
Był synem Mieczysław Bylczyńskiego i Anny z Horbaczewskich. Aresztowany przez NKWD na Grodzieńszczyźnie był przetrzymywany w obozie sowieckim w Równem na Wołyniu. 
Po zwolnieniu dotarł do Tatiszczewa, dyslokacji formowanej armii polskiej na Wschodzie i został wpisany na ewidencję w 5 pułku artylerii przeciwlotniczej w składzie 5 Dywizji Piechoty („Kresowej”). Między październikiem i stycznie 1944 został przerzucony do Iranu (Pahlevi), przez Uralsk nad Morzem Aralskim, Kazalińsk, Taszkient w Uzbekistanie, Dżalalabad, Samarkandę, Bucharę, Aszchabad, Turkmenistan i Krasnowodsk (dziś Turkmenbaszy nad Morzem Kaspijskim). Desant do Włoch, do portu w Taranto rozpoczął się w lutym 1944.
Bylczyński przeszedł cały szlak bojowy „Żubrów” pod dowództwem kpt. Władysława Szpiganowicza – od Qastiny do Monte Cassino. Brał udział też w Operacji Buckland. Od maja 1945 pułk przeszedł w rejon San Benedetto. Transporty z Neapolu do Wielkiej Brytanii trwały od czerwca do grudnia 1946. W sierpniu zorganizowano w Cesenie obóz „Canada”. Bylczyński ze swoim pułkiem trafił do obozu Ullenwood w hrabstwie Gloucestershire. na początku stycznia 1947 5 paplot został przemianowany na 505 oddział Polskiego Korpusu Przysposobienia i Rozmieszczenia (PKPR) i przeniesiony do Brockley (Somerset). W roku 1948 wraz z trzydziestoma innymi żołnierzami 5 pal i 5 paplot Witold Bylczyński popłynął do Kanady. Osiadł w Winnipeg, gdzie w pierwszych latach pobytu znalazł zatrudnienie w leśnictwie (jako drwal przy wycince drzew).
Na początku lat 50. Bylczyńscy zaczęli brać aktywny udział w życiu kombatanckiego klubu polskiego przy Royal Canadian Legion w Winnipeg. Byli oboje weteranami 2 Korpusu i działaczami polonijnymi przy polskim kościele Św. Ducha i klubie „Trzech Maków” w Winnipeg. Dzięki polskim weteranom w Winnipeg odnowiono m.in. wnętrze kościoła pw. Św. Ducha. Bylczyński został też honorowo awansowany na stopień podoficerski przy 246 oddziale RCL.
Zmarł w Winnipeg. Spoczywa wraz z żoną na polskim cmentarzu przy parafii Ducha Świętego w Winnipeg.

### Odznaczenia
- Krzyż Pamiątkowy Monte Cassino nr 22753[6]
- Medal Wojska
- Gwiazda za Wojnę 1939–1945 (Wielka Brytania)
- Gwiazda Italii (Wielka Brytania)
- Medal Wojny 1939–1945 (Wielka Brytania)
- Medal Obrony (Wielka Brytania)